# Cicerana
La Cicerana è un acrocoro montano di origine carsica situato nel comune di Lecce nei Marsi (AQ), in Abruzzo, a circa 1560 m s.l.m. nel territorio protetto del parco nazionale d'Abruzzo, Lazio e Molise. La faggeta vetusta di Selva Moricento è stata riconosciuta nel 2017 patrimonio mondiale dell'umanità dall'UNESCO.

## Storia

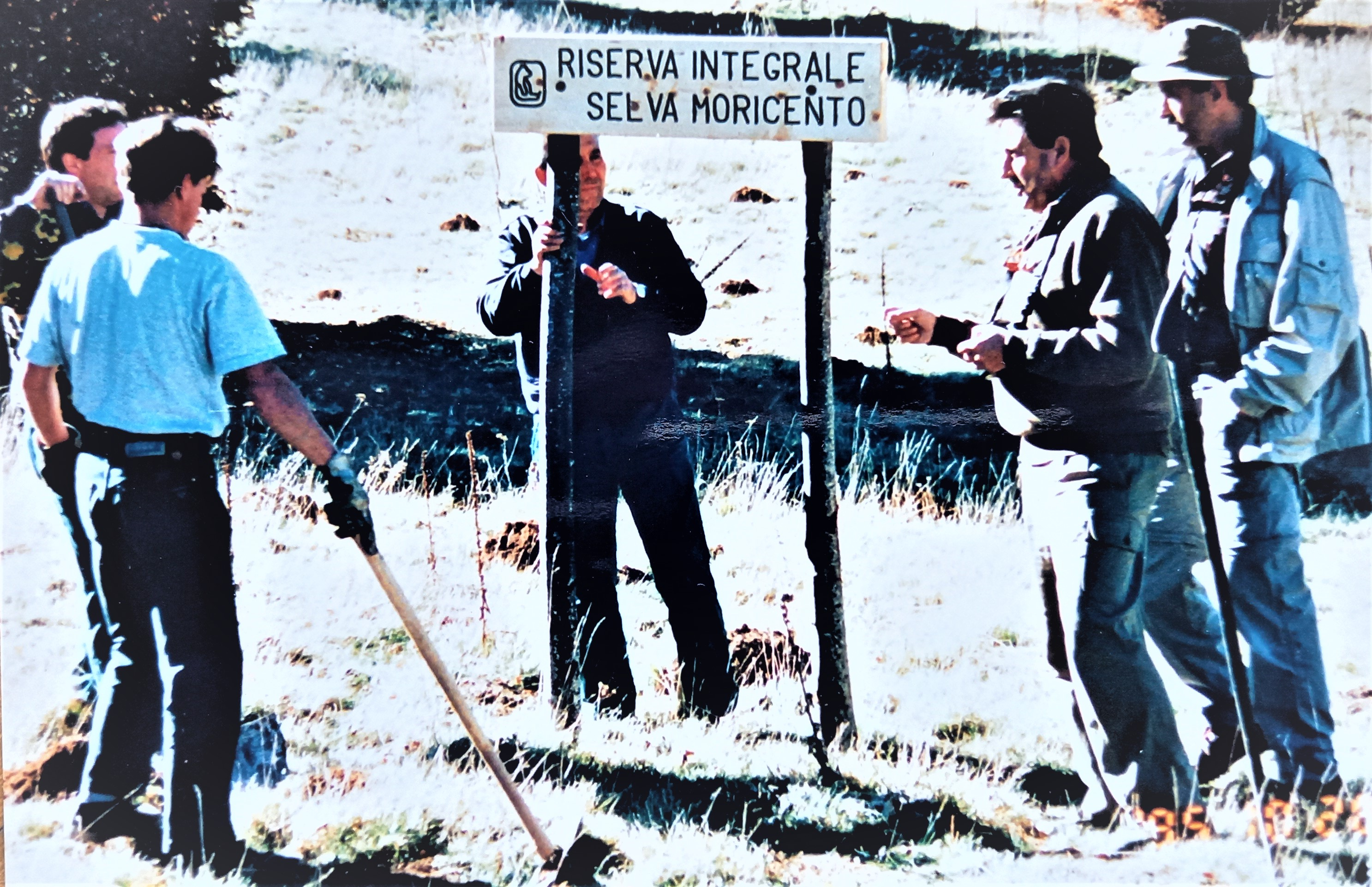
Impianto segnaletica della programmata riserva naturale integrale Selva Moricento

Sulle aree montane che circondano l'altopiano carsico della Cicerana sono presenti le tracce dell'ocre marso di Litium e di una necropoli di epoca imperiale.
Il più vicino centro abitato della zona è stato Lecce Vecchio (comune di Lecce nei Marsi, quota 1 250 m s.l.m., a ridosso della località montana di La Guardia), in decadenza già durante il brigantaggio postunitario e gradualmente abbandonato dopo il prosciugamento del lago Fucino alla fine del XIX secolo. Si verificò il peggioramento delle condizioni socio-economiche delle aree montane con l'economia pastorale non più redditizia, mentre a valle si svilupparono i nuovi centri abitati. Il totale abbandono di Lecce Vecchio e dei casali sparsi come Sierri e Buccella avvenne a causa del disastroso terremoto della Marsica del 1915.

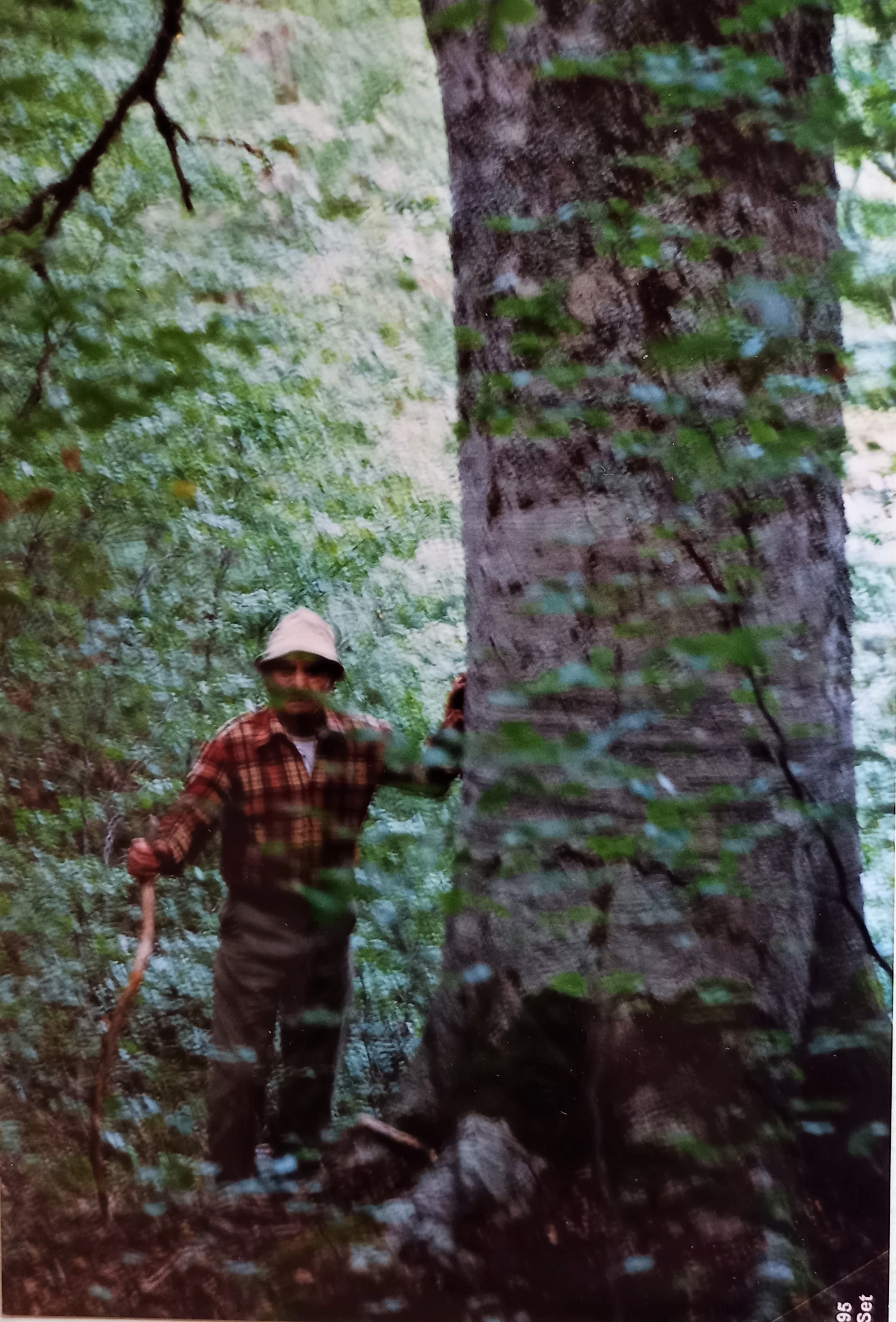
Un faggio gigante a Selva Moricento

All'estremità occidentale dell'altopiano, a quota 1 420 m s.l.m., lungo il sentiero che scende a Lecce Vecchio, si trova una miniera a cielo aperto. Fu sfruttata nella prima metà dell'Ottocento dal governo borbonico per estrarne minerale ferroso, il quale veniva trasportato a dorso di mulo, tramite un sentiero in quota costante diretto a nord al valico di Gioia Vecchio e quindi a San Sebastiano dei Marsi nella valle del Giovenco (distante circa 10 chilometri), dove era attiva la Ferriera Marsicana, gestita da una società francese, che trasformava il minerale in metallo. Abbandonata l'impresa dai francesi nel 1860, poco prima della proclamazione del Regno d'Italia, la miniera venne dimenticata completamente fino all'inizio del Novecento, quando fu scoperto che quel minerale ferroso estratto per farne del ferro, altro non era che bauxite di ottima qualità (minerale sconosciuto nella prima metà dell'Ottocento), per cui la miniera riprese vita (assieme ad altri giacimenti di bauxite siti nello stesso territorio di Lecce) per la trasformazione in alluminio, che avveniva non distante nella fabbrica di Bussi sul Tirino, che arrivò a produrre circa un terzo della produzione italiana di questo metallo. Durante la prima guerra mondiale la fabbrica e le miniere furono precettate come strategiche e pertanto integrate nelle istituzioni belliche. Nel dopoguerra riprese la produzione civile di alluminio fino ad assumere un ruolo guida nei listini europei, a causa del migliore rapporto qualità-prezzo, dovuto alla produzione a costi ridotti. Questo fu uno dei fattori che portarono alla chiusura degli impianti, nel 1930, a causa dell'insofferenza ai ribassi dei listini europei, che infastidivano il cartello dell'alluminio. L'altro fattore di abbandono fu che la Montecatini, proprietaria all'epoca della concessione mineraria nonché della fabbrica dell'alluminio di Bussi, aveva interessi importanti al nord, per cui trasferì la produzione nell'impianto di Porto Marghera, proprio di fronte ai grandi giacimenti di bauxite dell'Istria, conquistata dall'Italia con la vittoria della grande guerra. Nel secondo dopoguerra l'Istria passò alla Repubblica Socialista Federale di Jugoslavia. Fu così ripresa l'attività delle miniere di Lecce; il minerale veniva inviato e trattato a Civitavecchia o nel Matese. Nella metà degli anni Sessanta le miniere di Lecce nei Marsi vennero definitivamente chiuse, causa il depauperamento della bauxite, ma anche con i severi conflitti ambientali creati nell'area protetta del parco nazionale d'Abruzzo.
L'area montana fu inclusa nella riserva reale Alta Val di Sangro tra il 1873 e il 1878 e tra il 1902 e il 1912 e rappresenta insieme ad altre zone limitrofe, come il passo del Diavolo, la val Cervara e la Camosciara, il nucleo originario del parco nazionale d'Abruzzo, istituito ufficialmente l'11 gennaio 1923.
Negli anni sessanta seguendo una linea errata di valorizzazione turistica dell'area venne sdemanializzata una porzione di territorio dove furono edificate una trentina di villette. Nel 1983 il tribunale di Avezzano concesse nuovamente l'amministrazione e il possesso delle aree al comune di Lecce nei Marsi. Il risanamento ambientale avvenne a cominciare dagli anni novanta. L'ultimo abbattimento delle incompiute edilizie è stato effettuato nel 2018. L'unica struttura mantenuta, già utilizzata come base per i ricercatori e i guardiaparco, è stata adeguata a rifugio montano.
La realizzazione della riserva naturale integrale Selva Moricento fu programmata nel 1995 dal direttore dell'ente gestore del parco nazionale d'Abruzzo, Franco Tassi, unitamente ad alcuni amministratori del comune di Lecce nei Marsi.

## Descrizione
L'altopiano carsico situato a 1 560 m s.l.m. è circondato dalle vette del monte Turchio (1894 mslm) ad est, del monte di Valle Caprara (1998 mslm), di Rocca Genovese (1944 mslm), del monte Marcolano (1940 mslm) a sud e del monte Prato Maiuri (1899 mslm) ad ovest. L'area della Cicerana si caratterizza per la presenza delle faggete vetuste di Coppo di Vademogna e Selva Moricento, le ampie radure come nel vallone di Lampazzo, le grotte e gli inghiottitoi, questi ultimi in passato furono utilizzati come neviere.
Tra gli animali che frequentano l'area ci sono l'orso bruno marsicano, il lupo appenninico, il camoscio d'Abruzzo, il picchio di Lilford e il grifone proveniente dal monte Velino, zona in cui negli anni novanta è stato reintrodotto dal Corpo Forestale dello Stato. La vegetazione è caratterizzata da numerose piante endemiche.

## Selva Moricento
La faggeta di Selva Moricento compone i cinque nuclei di faggete vetuste ricadenti in una superficie di oltre 1000 ettari nell'area protetta del parco nazionale d'Abruzzo, Lazio e Molise, tra i comuni di Opi (Cacciagrande e valle Jancino in Val Fondillo), Lecce nei Marsi (Selva Moricento), Villavallelonga (Val Cervara) e Pescasseroli (Coppo del Principe e Coppo del Morto), riconosciuti patrimonio dell'umanità, nel contesto delle foreste primordiali dei faggi dei Carpazi e di altre regioni d'Europa. Le faggete vetuste rappresentano il primo riconoscimento UNESCO della regione Abruzzo deciso a Cracovia il 7 luglio 2017. La faggeta di Selva Moricento (in dialetto locale "Mĕrrĕcéntĕ"), da non confondere con il toponimo "Morrecita" (ricca di "morre", cioè pietre), sito segnato sulle carte a poca distanza in territorio leccese. La faggeta vetusta è situata in un territorio impervio e selvaggio che ha impedito l'antropizzazione favorendo l'equilibrio ambientale primordiale. Si è sviluppata su 190 ettari da oltre 500 anni su calcare risalente al Mesozoico.

### Ascensioni
- Monte Turchio (1894 m s.l.m.)
- Monte di Valle Caprara (1998 m s.l.m.)
- Rocca Genovese (1944 m s.l.m.)
- Monte Prato Maiuri (1899 m s.l.m.)
- Monte Marcolano (1940 m s.l.m.)

### Rifugi
- Rifugio Passo del Diavolo
- Rifugio Cicerana
- Rifugio Le Prata
- Rifugio Litium Manaforno
- Rifugio La Guardia